# Bombus obtusus
Bombus obtusus är en biart som beskrevs av Richards 1951. Den ingår i släktet humlor och familjen långtungebin. Arten finns endast i Afghanistan.

## Beskrivning
Bombus obtusus har rökfärgade vingar (kraftigast hos drottning och arbetare) samt till stor del svarthårig, kort päls. Den har dock brungul päls på mitten av mellankroppens rygg och sidor. På bakkroppen har arten brungul päls på tergit 1 till 2, samt vit päls på tergit 5 till 6 samt hos hanen även på tergit 7. Arbetarna kan dock ibland ha ett brett, svart band framtill på tergit 5, ett smalare svart band mellan tergit 5 och 6, samt håren på tergit 5 och 6 uppblandade med rödbrunt.

## Taxonomi
Arten delas upp i följande underarter:
- Bombus obtusus obtusus
- Bombus obtusus badakshanensis

## Utbredning
Arten har endast påträffats i Afghanistan, bland annat i Hindukush.

## Ekologi
Bombus obtusus är en bergsart, som har observerats på höjder mellan 2 800 och 3 200 m.